# Rhinoclemmys
Rhinoclemmys – rodzaj żółwi z rodziny batagurowatych (Geoemydidae).

## Zasięg występowania
Rodzaj obejmuje gatunki występujące w Ameryce (Meksyk, Belize, Gwatemala, Salwador, Honduras, Nikaragua, Kostaryka, Panama, Kolumbia, Trynidad i Tobago, Wenezuela, Gujana, Surinam, Gujana Francuska, Brazylia i Ekwador). 

## Systematyka

### Etymologia
- Rhinoclemmys (Rhinnoclemmys): gr. κερας keras, κερατος keratos „róg”[7]; κλεμμυς klemmus „żółw”[8].
- Callopsis: gr. καλλος kallos „piękno”, od καλος kalos „piękny”[9]; οψις opsis, οψεως opseōs „wygląd, oblicze, twarz”[10]. Gatunek typowy: Geoclemmys annulata J.E. Gray, 1860.

### Podział systematyczny
Do rodzaju należą następujące gatunki:
- Rhinoclemmys annulata (J.E. Gray, 1860)
- Rhinoclemmys areolata (A.M.C. Duméril, Bibron & A.H.A. Duméril, 1851) – drzewnik żłobkowany[11]
- Rhinoclemmys diademata (Mertens, 1954)
- Rhinoclemmys funerea (Cope, 1875)
- Rhinoclemmys melanosterna (J.E. Gray, 1861)
- Rhinoclemmys nasuta (Boulenger, 1902)
- Rhinoclemmys pulcherrima (J.E. Gray, 1855)
- Rhinoclemmys punctularia (Daudin, 1801)
- Rhinoclemmys rubida (Cope, 1870)
- †Rhinoclemmys panamaensis (Cadena et al., 2012)[12]